# Aquecedor de convecção
Um aquecedor de convecção é um aquecedor que opera através de correntes de convecção de ar que circulam através do corpo do aparelho e através de seu elemento de aquecimento. Ele aquece o ar, fazendo com que aumente de volume e assim se torne flutuante e suba. Os aquecedores a óleo são um exemplo deste tipo de aparelho de aquecimento. Um aquecedor de convecção pode ter um elemento de aquecedor elétrico, uma bobina de água quente ou uma bobina de vapor. Por causa da ventilação natural, eles são mais silenciosos em operação do que os aquecedores a ventoinha.